# Château de Semilly
Le château de Semilly est un édifice situé à Bernières-sur-Mer, en France.

## Localisation
Le monument est situé dans le département français du Calvados, dans le bourg de Bernières-sur-Mer, entre l'église Notre-Dame-de-la-Nativité et la mer.

## Historique
Le château actuel, très remanié, date du XVIIe siècle. Les deux pavillons inscrits datent de la même époque et marquaient les extrémités sud de la propriété.

## Architecture
Les pavillons du XVIIe siècle, « édifiés l'un en bordure de la mer, l'autre en bordure de la rue des Ormes » — aujourd'hui rue du Royal-Berkshire-Regiment et rue du Régiment-de-la-Chaudière —, sont inscrits au titre des monuments historiques depuis le 16 septembre 1937.

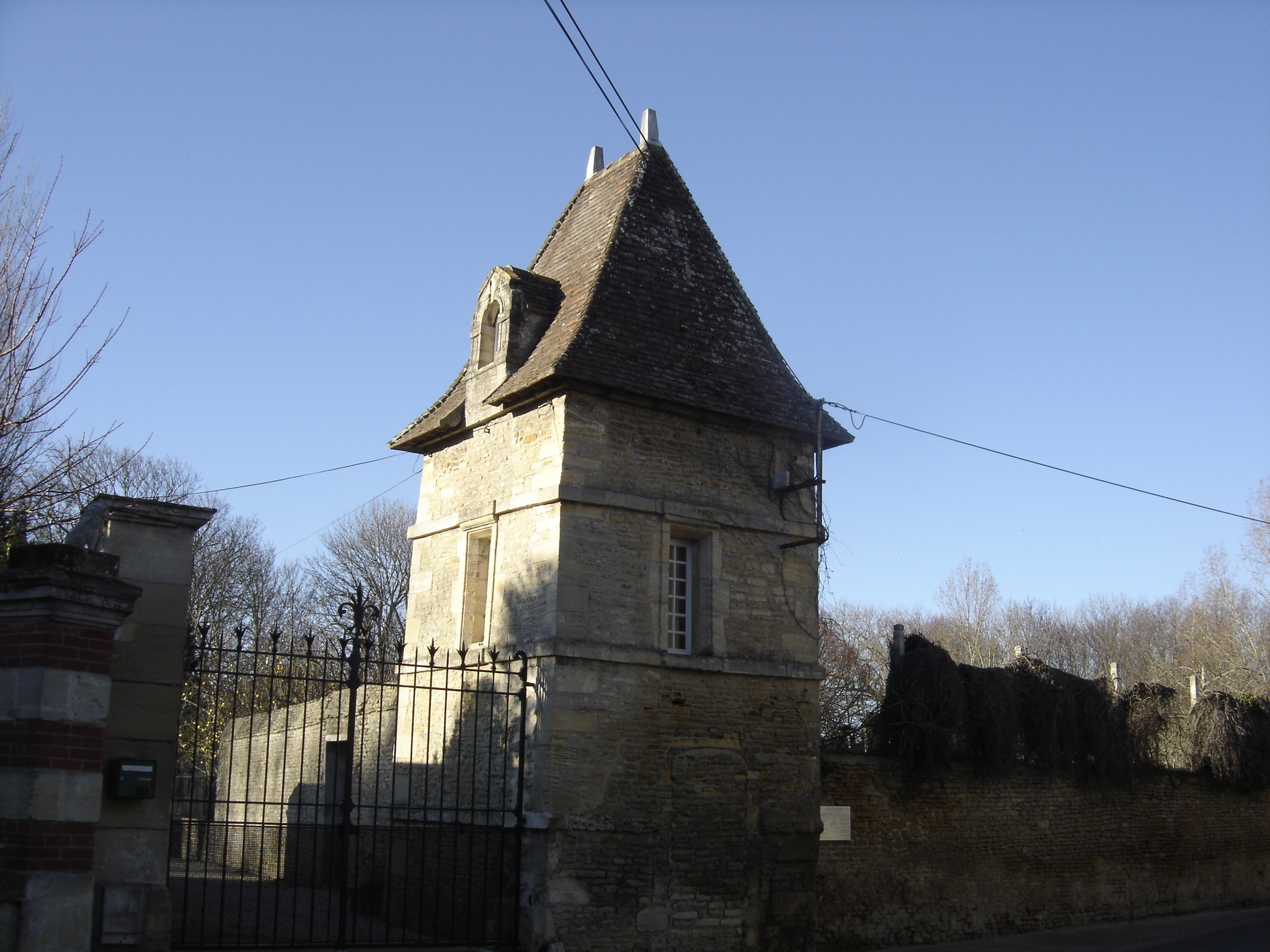
Le pavillon ouest.
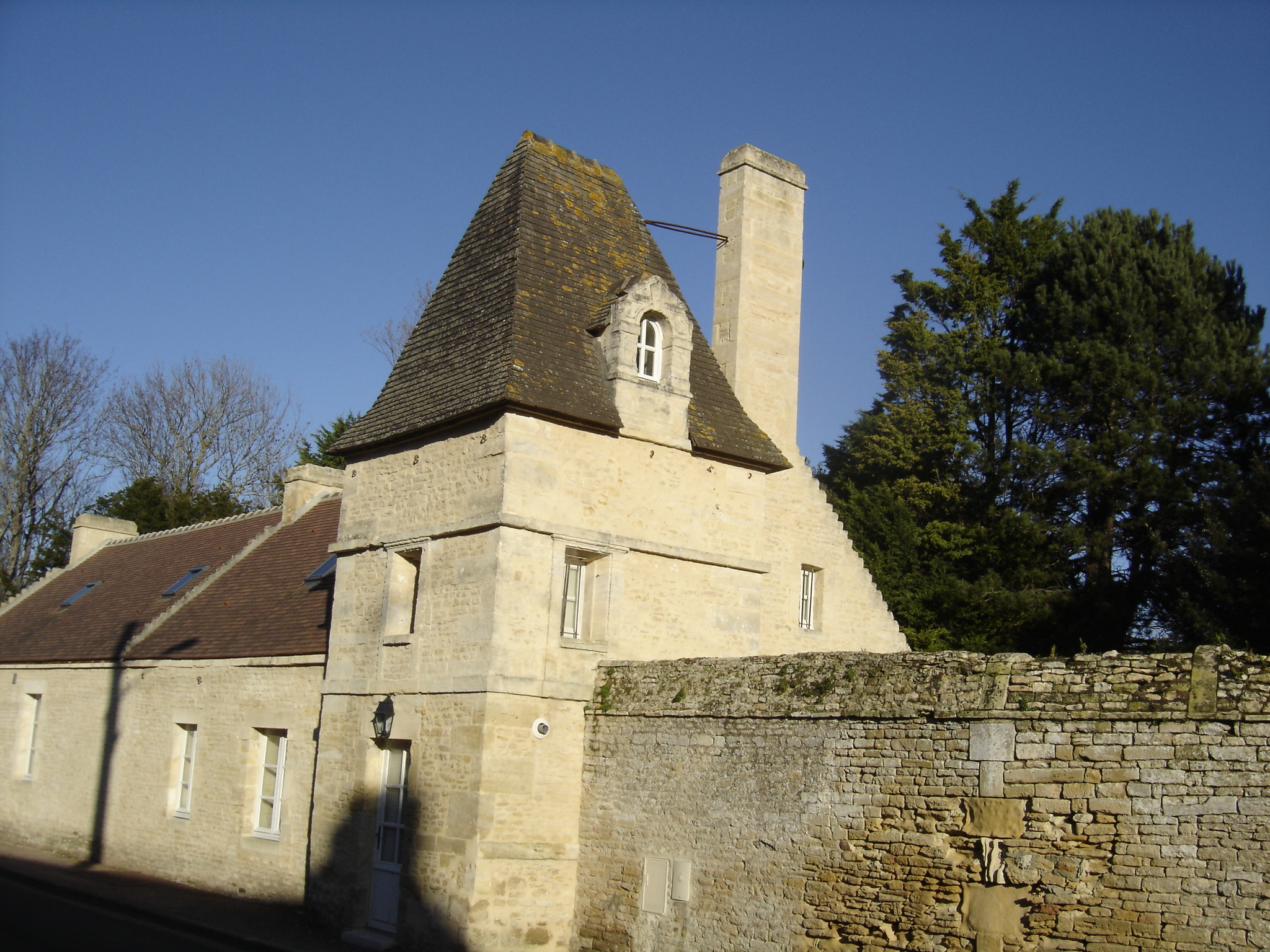
Le pavillon est.